# Dig og mig (sang)
 For alternative betydninger, se Dig og mig. (Se også artikler, som begynder med Dig og mig)
"Dig og mig" er en sang med den danske pop/rock-gruppe Dieters Lieder. Den udkom som en single i 1984, men blev genindspillet til Wikke & Rasmussens  tv-serie Sonny Soufflé Chok Show, der havde premiere i januar 1987. Den genindspillede version blev efterfølgende inkluderet på soundtrack-albummet Sonny Soufflé - fra Tonny til Sonny (1987) og Dieters Lieders album Hvor flink kan man blive? (1988). "Dig og mig" fik ved udgivelsen i 1984 behersket opmærksomhed, men er siden blevet et af de mest kendte dansksprogede pophits.
"Dig og mig" er blevet genindspillet af Blå Øjne på albummet Romeo & Julie (1999), Volf Duo (2006), Natasja (2008), Alien Beat Club (2009) og Hjalmer (2018).  
I december 2014 blev "Dig og mig" brugt i DRs julekalender Tidsrejsen.

## Baggrund
Sangens ophavsmand, guitarist Johan Gerup, var i vinteren 1984 i lære som murer, og befandt sig på en byggeplads da omkvædet pludselig kom til ham.
"Jeg stod der, pissefrøs og drømte mig væk, og pludselig kom ordene, drømmen om den perfekte kærlighed. Jeg vidste med det samme, at dér var den."
Konkret var sangen inspireret af en pige han en dag havde set i toget på vej til arbejde.
"Jeg talte aldrig med hende, men vores øjne mødtes det der korte øjeblik, der får én til at tænke, at måske var hun den perfekte kærlighed."
Sangen skildrer en berusende forelskelse, hvor alt andet end ”dig og mig” forsvinder. Harmonierne stammede fra et akkord-forløb, som gruppen havde kasseret fra en anden sang. Det rummede, ifølge Gerup, et sjovt skift fra dur til mol, der gjorde omkvædet i "Dig og mig" til noget specielt. 
"Det er et skift fra dur til mol lige dér ved "kun". Det giver den en melankoli. Det er måske kun mig, der kan høre det, men jeg tror, det er sådanne detaljer, der gør en forskel."
I december 1984 fik "Dig og mig" sin TV-debut i Wikke & Rasmussens Fredag i farver, hvor Dieters Lieder optrådte live. Et par år senere ville Wikke & Rasmussen bruge sangen i deres  TV-serie Sonny Soufflé Chok Show og kontaktede gruppen. Gerup: 
"De bad os lave en bedre indspilning af den, og det gjorde vi med Kim Sagild, som havde produceret hits for Nanna og Helmig. Det blev en lovlig tidstypisk produktion, hvor der blev genbrugt tricks fra tidens succeser."
Sangen blev brugt i en romantisk scene i Sonny Soufflé Chok Shows mini-serie Tannhaüser. Dieters Lieder optrådte som tjenere i en italiensk restaurant og fremførte sangen, mens maden blev serveret for scenens hovedpersoner Winnie (Nanna Møller) og Kurt (Michael Wikke).

## Trackliste
1. "Dig og mig" (Johan Gerup) - 4:15
2. "Åh-ååååh" (Johan Gerup) - 3:28

## Medvirkende
- Johan Gerup - sang & guitar
- Martin Gerup - keyboards & kor
- Halfdan Nielsen - bas
- Morten Kaufmann - trommer

Produktion
- Jens G. Nielsen - producer
- Jesper Bay - producer
- B-siden "Åh-ååååh" er tidligere udgivet på Dieters Lieders debutalbum Jeg ka' lieder fra 1983.

## 1987 version
Medvirkende
- Johan Gerup - sang, guitar & kor
- Martin Gerup - keyboards & kor
- Halfdan Nielsen - bas
- Morten Kaufmann - trommer

Øvrige musikere
- Kim Sagild - add. guitar

Produktion
- Kim Sagild - producer
- Jørgen Knub - teknik

## Blå Øjnes version
"Dig og mig" var anden single fra den danske kunstner Blå Øjne. Singlen lå nummer et i Danmark i to uger i april 1999, og fulgte op på succesen fra den første single Romeo & Julie. Den blev indspillet i 1998, og er produceret af Holger Lagerfeldt.